# Kjell Andersson (musikproducent)
Kjell Verner Andersson, född 20 september 1952 i Södertälje, är en svensk musikproducent.

## Biografi
Andersson var under 40 år anställd på skivbolaget EMI, och har bland annat haft ett långt samarbete med Ulf Lundell. Han har också producerat och arbetat med flera andra svenska artister, exempelvis Eldkvarn, Per Gessle, Magnus Lindberg, Magnus Johansson och Perssons Pack.
År 2018 mottog Andersson Olle Adolphsons minnespris "för betydande insatser inom visdiktningens område".
Åren 1984–1994 hade Andersson en relation med författaren Bodil Malmsten.